# James Machir

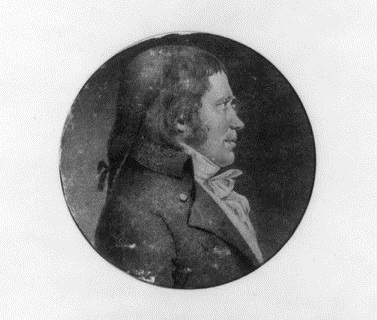
James Machir

James Machir († 25. Juni 1827) war ein US-amerikanischer Politiker. Zwischen 1797 und 1799 vertrat er den Bundesstaat Virginia im US-Repräsentantenhaus.

## Leben
James Machirs Geburtsdatum und -ort sind nicht überliefert. In den 1790er Jahren wurde er politisch aktiv. Von 1793 bis 1796 saß er im Abgeordnetenhaus von Virginia. Er schloss sich dann der von Alexander Hamilton gegründeten Föderalistischen Partei an. Bei den Kongresswahlen des Jahres 1796 wurde er im dritten Wahlbezirk von Virginia in das damals noch in Philadelphia tagende US-Repräsentantenhaus gewählt, wo er am 4. März 1797 die Nachfolge von George Jackson antrat. Bis zum 3. März 1799 konnte er eine Legislaturperiode im Kongress absolvieren. Danach fiel das Mandat wieder an seinen Vorgänger Jackson.
Über seine beruflichen Aktivitäten jenseits der Politik ist nach seinem Ausscheiden aus dem Kongress nichts überliefert. Zwischen 1811 und 1813 sowie nochmals von 1818 bis 1821 war er erneut Mitglied des Staatsparlaments von Virginia. Er starb am 25. Juni 1827.